# 立象丸
立象丸(りっしょうまる/りっしゃうまる)は日本海軍の運輸船。
立象の漢語は『易経』に「聖人立象似尽意」とあり、それが艦名の語源と思われる。
ただ他の古典にも立象の文字が現れ、はっきりとしない。

## 艦型
2檣の帆船で
船体は和洋混形だった。
乗員は秋田県からの返還時(明治4年11月)で士官相当3名、他12名の計15名、
また同年11月24日の報告で乗員17名の記録がある。
要目等は記録が残っていない。

## 艦歴
元は大阪で1867年(慶応3年)に建造された幕府輸送船。
庄内藩に貸与されていたのを明治元年7月16日(1868年9月2日)に奥羽鎮撫総督の名により、
秋田藩が津軽深浦港で捕獲した。
船は大破していたために秋田藩に保管させ、秋田藩では土崎港に繋留して修理を加えた。
明治4年5月(1871年6月から7月)に初めて品海に着、この時点で兵部省に返還とされたが、
秋田藩の必要で土崎港まの1往復した後の返還となった。
6月14日(1871年7月31日)から15日(1871年8月1日)に品海に帰着の予定だったが、
結局10月3日(1871年11月15日)品海に着、
11月に秋田県から返還となった。8日(1871年12月19日)午前10時に品海で受け取りの予定、
13日(1871年12月24日)付で受け取り報告の記録が残る。
翌明治5年1月29日(1872年3月8日)、立象丸は造船局の所轄となった。
船体の腐朽が激しいために同年中に石川島に陸揚げされ、
1876年(明治9年)3月27日廃船
(除籍)、解体された。

## 船長
- 長山慶乳(奎乿):明治4年5月(1871年6月から7月)時[9]-明治5年1月29日(1872年3月8日)[16]